# Carleton (West Yorkshire)
Carleton – wieś w Anglii, w hrabstwie West Yorkshire, w dystrykcie Wakefield, w civil parish Pontefract. Leży 12 km od miasta Wakefield. W 1931 roku civil parish liczyła 834 mieszkańców.